# 10 Years Live Not Dead
10 Years Live Not Dead è un album registrato live e pubblicato nel 2000 dalla band christian metal Mortification. Esso contiene una canzone inedita, "Dead Man Walking".

## Tracce
1. Dead Man Walking – 4:13
2. Buried Into Obscurity – 3:19
3. Medley – 7:50
4. Martyrs – 6:32
5. Peace in the Galaxy – 6:10
6. Hammer of God – 3:47
7. Influence – 5:30
8. Steve Thanks – 1:06
9. Mephibosheth – 3:47
10. Chapel of Hope – 4:38
11. Liberal Mediocrity – 3:49
12. God Rulz – 1:55
13. King of Kings – 0:40

## Formazione
- Steve Rowe - basso elettrico, voce
- Lincoln Bowen - chitarra
- Keith Bannister - batteria